# NGC 389
NGC 389 es una galaxia espiral de la constelación de Andrómeda. 
Fue descubierta el 6 de septiembre de 1885 por el astrónomo Lewis A. Swift.